# Mercedes-Benz L3250
Mercedes-Benz L 3250 — среднетоннажный двухосный грузовой автомобиль, выпускавшийся заводом Mercedes-Benz в период с 1949 по 1961 год. Автомобиль впервые был представлен через 4 года после второй мировой войны. L 3250 уже был обновлён менее, чем через год до L3500. Цифра в обозначении модели указывает вес груза в килограммах. Модель была полностью переработана, за исключением кабины. С новым грузовым автомобилем был представлен двигатель OM300. В дальнейшем развитом виде он сохранялся вплоть до конца 1990-х годов. Это был шестицилиндровый предкамерный двигатель, который в своей первой версии с объёмом двигателя 4,6 литра давал 90 л. с..
В 1953 году была добавлена чуть более мощная модель с более высокой грузоподъёмностью, получившая название L4500. В 1954 году Mercedes-Benz изменил обозначения моделей так, что L 3500 стал L 311, а L 4500 — L 312. Производство в Западной Германии закончилось в 1961 году, но продолжалось в течение ряда лет на заводах Mercedes-Benz в Южной Америке и по лицензии Tata Motors в Индии.